# Elford
Elford è un villaggio ed una parrocchia civile del Distretto di Lichfield nello Staffordshire, regione dell'Inghilterra. Sorge sulle rive del fiume Tamigi e dista circa 8 chilometri da Lichfield e Tamworth.
Degna di nota la chiesa di San Pietro.

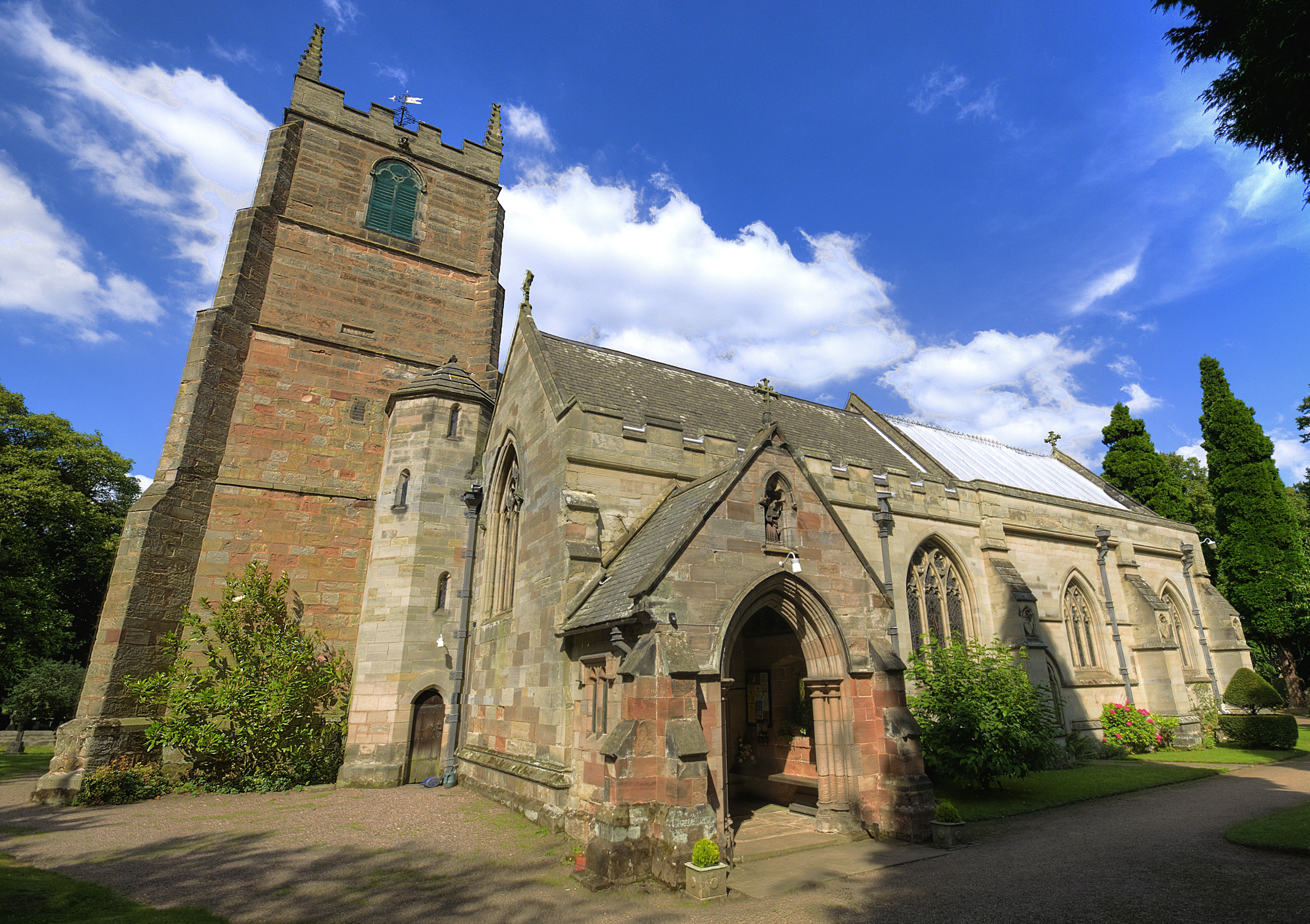